# 황금팔을 가진 사나이
《황금팔을 가진 사나이》(영어: The Man with the Golden Arm)는 1955년 개봉한 미국의 드라마 영화이다. 오토 프레민저가 감독을 맡았으며, 넬슨 올그런의 동명 소설이 영화의 원작이다. 2020년 미국 국립영화등기부에 등재되었다.